# De gulden krijger
De gulden krijger is een stripverhaal uit de reeks van Suske en Wiske. Het is geschreven door Peter Van Gucht en getekend door Luc Morjaeu. Het kwam uit als 364ste album in de Vierkleurenreeks op 7 september 2022.

## Personages
- Suske, Wiske, Lambik, tante Sidonia, Jerom, regisseur Andreas van Bock, Paiute, Sam Sung (amateur archeologe), Dakayivani, Anni Mattick

## Locaties
- Huis van tante Sidonia, Nevada (staat), Cosy Cactus Motel, filmset, Las Vegas, Lucky Loser Hotel

## Verhaal
Jerom speelt mee in een hollywoodfilm, zijn karakter is in een gouden meer gedoken en heeft nu superkrachten. Een regisseur zag hoe Jerom een peuter redde van een aanstormende tram en bood hem een rol aan. Jerom mag zijn vrienden meenemen naar Nevada, waar de opnames worden gemaakt.
's Nachts wordt er een steen met een gat door het raam van het motel gegooid. Een amateurarcheologe ziet dat dit een Paiute artefact is. Het gat staat voor de dood. De regisseur neemt de vrienden mee naar de filmset, Sidonia blijft bij het motel en geniet van het zwembad. De schrijver van het script vertelt dat voor de Paiute in het gebied kwamen, de reuzenstam Si-Te-Cah het gebied bevolkte. Ze ontdekten een meer met gouden stenen, dit was een heilige plek. De reuzen werden verjaagd door nieuwkomers en zochten naar het meer. Spanjaarden zochten later ook naar dit meer, maar het werd nooit gevonden.
Een gedeelte van de opbrengst van de superheldenfilm zal aan de Paiute worden geschonken. Tijdens de opnames gebeuren er gekke dingen en Suske en Wiske willen onderzoeken wie hierachter zit. Lambik krijgt een rol als Paiute. Wiske sluipt de kamer van een vrouw binnen en vind een brief uit 1920. Ken Wood ontdekte een ondergronds meer vol met goud en schreef hierover aan zijn neef Phil Lipps. Dakayivani is steeds meer teleurgesteld over de manier waarop de film wordt vormgegeven. Als er weer rare dingen gebeuren, besluit Jerom te stoppen. Hij wil zijn vrienden niet in gevaar brengen. Lambik ziet dan hoe Anni iets onder een woonwagen gooit en ontdekt dat het een verpakking van een ontsteking is.
Suske ontdekt een mijngang met vreemde petroglieven op de muren. Dakayivani en Wiske komen daar ook, maar worden onder schot gehouden door de amateur archeologe. Ze heeft de oude brief geërfd en wil op zoek naar de schat, ze heeft hulp gekregen van Anni in ruil voor een deel van de opbrengst. Dakayivani ontcijfert de petrogieven en Wiske beseft dat Las Vegas de plek moet zijn waar het gouden meer moet liggen. Jerom is inmiddels op zoek naar zijn vrienden en rent als een Road Runner door het gebied. Als de gulden krijger kan hij de vrienden bevrijden en ze vertrekken naar Las Vegas. Daar zien ze een vrouw die mandjes verkoopt die zijn gemaakt van de Joshua Tree. Deze boom werd door Mormonen aangezien als Jozua die zijn armen naar de hemel richt.
Suske vraagt of de vrouw zo'n boom weet te vinden en ze kent er een naast het Lucky Loser Hotel. De boom werkt als een zonnewijzer en om 3 uur werpt de boom een schaduw op een steen. Jerom verwijdert de steen en de vrienden ontdekken het gouden meer. Dakayivani biedt zijn excuses aan de grote Coyote aan, hij beseft dat het betreden van het heiligdom erg gevaarlijk is. De geest van de Sit-Te-Kah komt tevoorschijn als de amateur archeologe het goud probeert te pakken. Jerom is niet sterk genoeg om het wezen te verslaan. De grot stort in en Jerom redt de amateur archeologe. Lambik blijft drie maanden langer in Las Vegas en de vrienden bellen met Dakayivani. Hij vertelt dat Sam Sung is veroordeeld. De film is nooit uitgebracht, Xinix brengt het verhaal respectvol tegenover de Paiute. Dan blijkt Lambik de hoofdrol in die versie te spelen. Hij is teleurgesteld als hij ziet dat de film "De gouwe ouwe" is genoemd en over een superloser gaat.